# Droga krajowa B423 (Niemcy)
Droga krajowa 423 (niem. Bundesstraße 423) – niemiecka droga krajowa przebiegająca na osi północ - południe i łączy przejście graniczne koło Habkirchen z Altenglan w południowej Nadrenii-Palatynacie.